# Euploea diocletiana
Euploea diocletiana är en fjärilsart som beskrevs av Charles Thomas Bingham 1905. Euploea diocletiana ingår i släktet Euploea och familjen praktfjärilar. Inga underarter finns listade i Catalogue of Life.